# Günter Meyer zur Heide
Günter Meyer zur Heide (* 16. Dezember 1936 in Lippinghausen) ist ein deutscher Politiker und ehemaliger nordrhein-westfälischer Landtagsabgeordneter der SPD.

## Leben und Beruf
Nach dem Besuch der Volksschule absolvierte er eine Lehre als Elektromechaniker und war in dem Beruf tätig. Seit 1955 ist Meyer zur Heide Gewerkschaftsmitglied, zunächst bei der IG Metall und dann bei der Gewerkschaft Öffentliche Dienste, Transport und Verkehr. Der SPD trat er 1961 bei. Er war in zahlreichen Gremien der Partei tätig, so z. B. als Mitglied des Landesausschusses NW und als Unterbezirksvorsitzender, und lebt in Hiddenhausen. Günter Meyer zur Heide heiratete und hat ein Kind.

## Abgeordneter
Vom 26. Juli 1970 bis 31. Mai 1995 war Meyer zur Heide Mitglied des Landtags des Landes Nordrhein-Westfalen. Er wurde jeweils in den Wahlkreisen 144, 143 bzw. 108 Herford I direkt gewählt.
Dem Gemeinderat der Hiddenhausener Gemeinde Lippinghausen gehörte er von 1966 bis 1969 an.